# Esther Hess
Pour les articles homonymes, voir Hess.
Esther Hess, née le 9 août 1919 à Pforzheim et morte le 3 avril 2016 à Clamart, est une artiste suisse.

## Biographie
Études d'art à Zurich à l'école des beaux-arts de Berlin. Elle vit en France depuis 1954, où elle a participé régulièrement aux expositions du salon de la Jeune Sculpture à Paris, salon de mai.
- 1974 Maison de la culture de Saint-Étienne
- 1976 Musée de Lausanne
- 1982 Goethe institut Musée de la ville de Bourges
- 1983 Bourse d'art monumental à Ivry sur Seine
- 2007 « Tranches du ciel » Ambassade de Suisse Paris
- 2009 « Modulations en blancs, reliefs et peintures de fleurs 1960-1970 » Centre d'arts plastiques Albert Chanot, Clamart.

Esther Hess a réalisé également des œuvres monumentales intégrées dans l’architecture, notamment  une fontaine à Vitry-sur-Seine ainsi qu'une œuvre pour la décoration du dojo de Clamart.